# Antimonumento +65
Antimonumento +65 es un antimonumento instalado cerca de la Bolsa Mexicana de Valores, sobre Paseo de la Reforma, en la delegación Cuauhtémoc de la Ciudad de México. La instalación presenta el número 65 junto con un signo más para honrar a los sesenta y cinco mineros que murieron durante desastre minero de Pasta de Conchos del 19 de febrero de 2006 en el Municipio de San Juan de Sabinas, Coahuila. Hasta 2018 solo se habían recuperado dos cadáveres.
Manifestantes instalaron el antimonumento durante la tarde del 18 de febrero de 2018, vísperas del duodécimo aniversario del desastre, como un pedido de justicia por el colapso y por la inacción del gobierno. La obra nunca recibió un nombre oficial y quienes la instalaron se refirieron a ella simplemente como Antimonumento.
El símbolo más en la escultura está grabado con los nombres de las víctimas y la frase «A una voz, ¡rescate ya!». El signo más también tiene el significado de honrar a otros mineros que murieron en circunstancias similares. Al año siguiente, los manifestantes colocaron detrás de la escultura principal una jaula de metal con sesenta y tres cascos enterrados en carbón extraído de una mina de Coahuila.

## Antecedentes
Pasta de Conchos era una mina de carbón en Nueva Rosita, Municipio de San Juan de Sabinas, Coahuila. Es propiedad del conglomerado mexicano Grupo México. El 19 de febrero de 2006, aproximadamente a las 2:00 a. m. CST (UTC-6), se produjo una explosión de metano dentro de la mina. Sesenta y cinco mineros quedaron atrapados. La empresa informó que cada uno tenía hasta seis horas de oxígeno para localizar un sistema de ventilación de túnel. Para evitar explosiones adicionales, los rescatistas se abstuvieron de utilizar maquinaria eléctrica o de gas y en su lugar utilizaron herramientas como picos y palas. No se instaló un equipo de monitoreo para permitir un seguimiento preciso de la ubicación, y la ubicación de los mineros nunca fue precisa, estimándose que estaba en cualquier lugar de un túnel entre 500 metros y 5 kilómetros de la salida, a una profundidad de 150 metros bajo tierra.
Cinco días después, Grupo México suspendió las operaciones de rescate y declaró que los mineros supuestamente habían muerto, afirmando que «no había posibilidad de supervivencia tras la explosión de metano». Antes del desastre, hubo múltiples informes de fugas de metano. El 23 de junio de 2006 se recuperó el cuerpo de Felipe de Jesús Torres Reyna, y lo mismo ocurrió con el cadáver de José Manuel Peña Saucedo el 1 de enero de 2007. Posteriormente, Grupo México suspendió el rescate de los otros sesenta y tres cuerpos alegando razones sanitarias y de seguridad. Según un estudio de la organización no gubernamental Poder, Grupo México presentó tres documentos técnicos con irregularidades solicitando a las autoridades suspender el operativo de rescate. En dos informes hay una contradicción respecto a la cantidad de agua supuestamente presente en los túneles, que oscila entre el 25% y el 75%, y también se afirma que el agua podría estar contaminada con hepatitis, tuberculosis y VIH debido a la descomposición de los cuerpos.

## Historia e instalación
Varios familiares de las víctimas formaron la organización Familia Pasta de Conchos. En varias ocasiones, el grupo ha afirmado que Grupo México distorsionó los hechos que desencadenaron el desastre. Tras el accidente minero de Copiapó en 2010, la organización envió una carta felicitando a las familias por el rescate de treinta y tres mineros atrapados. En el escrito, señalaron: «Grupo México y los gobiernos federal y estatal nos mintieron. Nos dijeron que hubo una gran explosión, que los mineros habían muerto y hasta se habían desintegrado. La verdad ha salido a la luz: los dos cuerpos que se recuperaron estaban intactos, ni siquiera quemados».
En la tarde del día 18 de febrero de 2018, en vísperas del duodécimo aniversario, familiares de los mineros fallecidos protestaron en la Ciudad de México. Iniciaron su manifestación en el Hemiciclo a Juárez y caminaron hacia Paseo de la Reforma. En protestas anteriores llevaron 65 ataúdes sobre sus hombros. Sin embargo, en dicha manifestación, alrededor de 200 personas, entre ellas cuatro sacerdotes, marcharon hacia la columna del Monumento a la Independencia y se detuvieron en la Glorieta de la Palma, donde se ubica el edificio de la Bolsa Mexicana de Valores. Un camión estaba estacionado en la avenida y en él se descargaban tres estructuras de acero de color rojo, una número seis, una número cinco y un signo más. Allí enumeraron los nombres de los mineros, además de Félix Schleevoigth, quien trabajaba para Grupo México y murió en un colapso similar en 1973, y su cuerpo nunca fue recuperado. El obispo Raúl Vera y el padre Miguel Concha celebraron una misa.

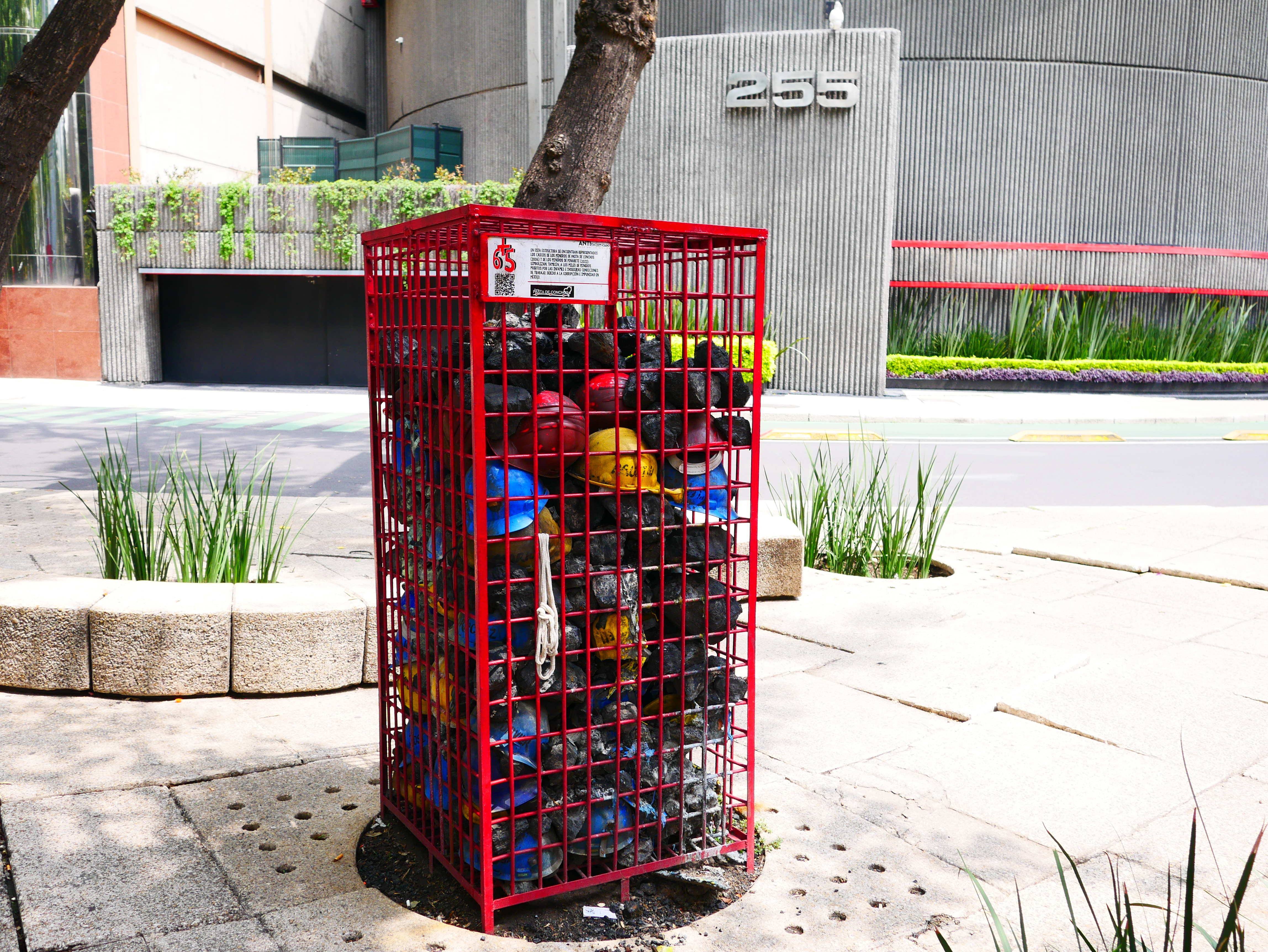
La jaula llena de cascos y carbón.

Las piezas fueron encajadas, atornilladas y soldadas, y los cimientos fueron rellenados con cemento sobre una mediana de la avenida. Mide 4,5 metros de alto y pesa más de 1 tonelada. El signo más tiene la frase «A una voz, ¡rescate ya!» grabada en el medio, mientras que el frente y el reverso también tienen grabados los nombres de los mineros y de Schleevoigth. Guillermo Iglesias, hijo de uno de los mineros, afirmó que también sirve como cruz, una que «llevan desde hace mucho tiempo». Además, está dedicado a todos los mineros que han muerto en circunstancias similares. Según el informe El carbón rojo de Coahuila: Aquí se termina el silencio (2018), escrito por Elvira Martínez Espinoza y publicado por la Fundación Heinrich Böll, 3103 mineros han muerto en derrumbes y explosiones desde 1900 en México. El informe de Martínez establece que en las minas de Grupo México los cuerpos de los fallecidos sólo se recuperan si se considera viable seguir extrayendo recursos.
La ubicación fue elegida por su proximidad al edificio de la Bolsa Mexicana de Valores, donde cotiza Grupo México. Durante su misa, Monseñor Vera dijo que «[los empresarios], como Satanás en el Evangelio, buscan la destrucción de la vida, de la tierra, del ser humano y del tejido social en la región carbonífera de Coahuila». Agregó que los políticos «odian al pueblo» y «están matando al país». El año siguiente, el 19 de febrero de 2019, la organización instaló un jaula roja de 2 metros llena de trozos de carbón que entierran cascos de varios colores. Los familiares de los mineros llevaron sesenta y tres cascos con los nombres de sus familiares y trozos de carbón de una mina de Coahuila. Una vez colocada la jaula, los cascos fueron enterrados en el carbón. Según los manifestantes, en caso de rescatar un cuerpo se les retirará el casco respectivo. En 2022, la jaula fue vandalizada y varios cascos mostraban signos de quemadura.